# Khordha
Khordha (alternativt Khurda) är en stad i den indiska delstaten Odisha, och är huvudort för ett distrikt med samma namn. Folkmängden uppgick till 46 205 invånare vid folkräkningen 2011.
Staden var huvudstad i Orissa 1568-1803, och är än idag känd för sina mässingsarbeten. Den ligger vid floderna Daya och Kuakhai.